# أتسوتو أويشي
أَتسوتو أُوإيشي (باليابانية: 大石 篤人) (24 أكتوبر 1976 في أوساكا في اليابان – )؛ هو لاعب كرة قدم ياباني سابق كان يلعب كلاعب وسط.

## وصلات خارجية
- أتسوتو أويشي على موقع رابطة كرة القدم اليابانية للمحترفين (اليابانية)
- أتسوتو أويشي على موقع قاعدة بيانات كرة القدم.إي يو (الإنجليزية)
- أتسوتو أويشي على موقع Soccerway.com (الإنجليزية)